# پوپولیسم جناح راست
عوام‌گرایی جناح راست (انگلیسی: Right-wing populism) نوعی ایدیولوژی سیاسی است که لفاظی و درون مایه‌های سیاست دست راستی و عوام‌گرایی را ترکیب می‌کند. لفاظی آن غالباً شامل احساسات ضدنخبگی، مخالفت با سیستم و سخنگوی «مردم عادی» بودن است. این اصطلاح در اروپا، در توصیف گروه‌ها و سیاستمداران و احزابی به کار می‌رود که به خاطر مخالفت با مهاجرت، بیشتر از جهان اسلام و در بیشتر موارد، شکاکیت به اروپا شهره‌اند. پوپولیسم دست راستی عموماً غربیست، اما منحصر به آن نیست، با ایدیولوژی‌هایی چون نئوناسیونالیسم، جنبش‌های ضد جهانی‌سازی، بومی‌گرایی، حمایت‌گرایی و مخالفت با مهاجرت مرتبط دانسته می‌شود.